# John Felton (Attentäter)
John Felton (* um 1595; † 28. Oktober 1628 in Tyburn) war ein englischer Puritaner und ehemaliger Offizier in der englischen Navy, der 1628 in Portsmouth den Herzog von Buckingham, den führenden Minister der Regierung König Karls I. ermordete. Über die Gründe für den Mordanschlag wurde und wird spekuliert: Religiöser Eifer oder persönliche Kränkungen bei der Niederlage vor La Rochelle 1627/28 werden als häufigstes Motiv genannt. Felton wurde noch im gleichen Jahr zum Tode verurteilt und am 28. Oktober 1628 in Tyburn gehängt.
Alexandre Dumas greift seine Tat im Roman „Die drei Musketiere“ auf.